# Коровиха (Вологодская область)
Коровиха — деревня в Харовском районе Вологодской области на реке Чивица.
Входит в состав Харовского сельского поселения, с точки зрения административно-территориального деления — в Харовский сельсовет.
Расстояние до районного центра Харовска по автодороге — 10 км. Ближайшие населённые пункты — Боровиково, Черемухово, Спасская.
По переписи 2002 года население — 4 человека.